# Ivar Ingvarsson
Ivar Emanuel Ingvarsson, född 3 maj 1884 i Östra Hoby socken, död 30 mars 1964 i Åkarp, Burlövs församling, var en svensk dövstumpedagog.
Ivar Ingvarsson var son till lantbrukaren Nils Ingvarsson. Han avlade folkskollärarexamen 1906 i Lund samt dövstumlärarexamen i Stockholm 1910, och efter studentexamen i Örebro 1911 blev han filosofie kandidat vid Lunds universitet 1920 och filosofie licentiat vid Uppsala universitet 1935. Ingvarsson var folkskollärare 1906–1908 samt dövstumlärare i Örebro 1910–1915 och i Lund 1915–1927. Under 1920-talet företog han flera studieresor rörande dövstumundervisningen i Europa. Ingvarsson var 1927–1936 föreståndare för dövstumskolan i Växjö och från 1936 rektor för Manillaskolan och dövstumseminarium i Stockholm. 1938–1939 var han inspektör för dövstumundervisningen i Sverige. Ingvarsson var ordförande i Svenska dövstumlärarsällskapet 1930–1938 och 1942–1945.